# Ignacio Calles (rugbista)
Ignacio Calles (Tandil, Argentina, 24 de octubre de 1995) es un jugador profesional argentino de rugby que se desempeña en la posición de pilar izquierdo en Aviron Bayonnais, equipo perteneciente a la liga Top 14.

## Carrera
Calles es un jugador de formación francesa (JIFF). Comenzó su carrera deportiva con el equipo Liceo Naval, en el cual jugó una temporada (2015-2016), después pasó a Section Paloise, donde estuvo jugando nueve temporadas. 
En verano de 2025 se confirmo su fichaje por un equipo francés, también del Top 14, el Aviron Bayonnais.
También ha sido varias veces convocado con la Selección de rugby de Argentina.